# Comté de Hill (Montana)
Pour les articles homonymes, voir Hill et Comté de Hill.
Le comté de Hill est l’un des 56 comtés de l’État du Montana, aux États-Unis. Il comptait 16 096 habitants en 2010. Le siège du comté est Havre.

## Géolocalisation
|                  | Alberta, Canada Saskatchewan, Canada |                 |
| Comté de Liberty | Comté de Hill                        | Comté de Blaine |
|                  | Comté de Chouteau                    |                 |

## Localités
- Agency
- Azure
- Beaver Creek
- Gildford
- Havre
- Havre North
- Herron
- Hingham
- Inverness
- Kremlin
- Rudyard
- Saddle Butte
- Sangrey
- St. Pierre
- West Havre
- Zurich